# 沈沖
沈沖（しん ちゅう、生没年不詳）は、南朝宋から斉にかけての官僚。字は景綽。本貫は呉興郡武康県。

## 経歴
沈懐文と孔氏のあいだの子として生まれた。衛尉五官を初任とし、揚州主簿に転じた。宋の大明年間、父の沈懐文は文名で知られ、沈沖もまた文義を渉猟した。沈沖は西陽王撫軍法曹参軍となった。まもなく秀才に挙げられ、建康に召還されて撫軍正佐兼記室となった。大明6年（462年）、父の沈懐文が罪をえて獄に下されると、沈沖兄弟は宮中におもむいて孝武帝に許しを請い、同情をさそった。柳元景は沈懐文を救おうと、「沈懐文の3子を塗炭にまみれさせてはいけません。願わくは陛下が速やかにその罪を正されんことを」と孝武帝に言上したところ、孝武帝は沈懐文を殺してしまった。柳元景はこのために嘆息し、沈沖兄弟はこのことで名を知られるようになった。
泰始初年、沈沖の母は老いて家は貧しかったため、沈沖は明帝と面会して永興県令の任をえた。巴陵王主簿に転じ、尚書殿中郎に任じられた。元徽年間、晋安王安西記室参軍として出向した。建康に召還されて司徒主簿・山陰県令となり、司徒録事参軍に転じた。昇明2年（478年）、蕭賾が江州刺史となると、沈沖はその下で征虜長史・尋陽郡太守となり、重用された。蕭賾が建康に帰ると、沈沖が王府と江州の事務を代行した。領軍長史に転じた。建元元年（479年）、斉が建国されると、沈沖は驃騎諮議参軍となり、録事を兼ねたが、着任しないうちに黄門郎に転じた。太子中庶子となり、皇太子蕭賾に仕えた。建元4年（482年）、蕭賾（武帝）が即位すると、沈沖は御史中丞・侍中に転じた。廬陵王蕭子卿が郢州刺史となると、沈沖はその下で長史・輔国将軍・江夏内史となり、王府と郢州の事務を代行した。永明元年（483年）、蕭子卿が荊州刺史に転じると、沈沖は安西長史・南郡内史となり、荊州の事務を代行した。永明4年（486年）、建康に召還されて五兵尚書となった。
沈沖は兄の沈淡・沈淵とともに名声があり、世間では「腰鼓兄弟」と呼ばれた。沈淡・沈淵もともに御史中丞をつとめ、兄弟3人がみな司直となったのは、晋・宋ではほかに例がなかった。御史中丞は官僚に対する弾劾を職務としており、法に触れた者から怨まれることも多かった。永明年間に沈淵が呉興郡太守の袁彖を糾弾したが、建武年間に袁彖の従弟の袁昂が御史中丞となると、沈淵の子の沈繢を糾弾して免官・禁錮させた。
沈沖は武帝の命により西方に出されて南州で死去した。享年は51。太常の位を追贈された。諡は恭子といった。

## 伝記資料
- 『南斉書』巻34 列伝第15
- 『南史』巻34 列伝第24